# Atelier Rorona: The Alchemist of Arland
Atelier Rorona: The Alchemist of Arland (ロロナのアトリエ　～アーランドの錬金術師～ Rorona no Atorie ~Aarando no Renkinjutsushi~?, "Roronas ateljé: Arlands alkemist") är ett datorrollspel som utvecklades och gavs ut av Gust till Playstation 3 i Japan den 25 juni 2009. En Nintendo 3DS-version planeras ges ut den 4 juni 2015 i Japan.[uppföljning saknas]
NIS America gav ut en engelskspråkig lokalisering av Playstation 3-versionen i Nordamerika den 28 september 2010, i Europa den 22 oktober 2010 och i Australien den 28 oktober 2010.
Spelet är den elfte delen i Atelier-serien, och den första med 3D-grafik.

## Gameplay
Spelet går till stor del ut på att utforska spelvärlden för att leta efter ingredienser, och på vägen kämpa mot monster, för att sedan ta med sig ingredienserna hem till Roronas ateljé och tillverka föremål. Föremålen kan vara saker som hjälper spelarfigurerna när de utforskar, eller en beställning från någon figur i staden. Spelaren måste utöver de vanliga beställningarna också utföra tolv större uppdrag, ett var tredje månad i spelet; dagar i spelet förflyter medan spelaren tillverkar föremål eller beger sig ut på utforskningar, så det är nödvändigt att utnyttja tiden väl och planera vilka uppdrag man ska ta sig an.

## Atelier Rorona Plus
En remake, Atelier Rorona Plus: The Alchemist of Arland (新・ロロナのアトリエ はじまりの物語〜アーランドの錬金術士〜 Shin Rorona no Atelier: Hajimari no Monogatari ~Ārando no Renkinjutsushi~?, "Nya Roronas ateljé: Ursprungsberättelsen - Arlands alkemist"), gavs ut till Playstation Vita och Playstation 3 på japanska i Japan den 21 november 2013, och på engelska i Europa och Nordamerika den 20 respektive 24 juni 2014. Utöver en uppgradering av spelets grafik inkluderar den även funktioner från senare spel i serien, och möjligheten att föra över föremål från Rorona Plus till de övriga Arland-spelens remakes.